# Кинематограф КНДР
Кинематограф Корейской Народно-Демократической Республики — один из видов художественного творчества в КНДР, национальный стиль и способ подачи кинематографического материала, его общественно-политическое регулирование и использование в идеологии и пропаганде.

Фрагмент панно фасада государственной киностудии КНДР

## Период становления (1945—1953 годы)
С завершением Второй мировой войны период японской колонизации Кореи подходит к концу. В 1945—1948 годах, во время присутствия военного контингента СССР в Северной части Корейского полуострова, там, с поддержкой советских коллег, начал развиваться Северокорейский кинематограф. Уже в 1946 году выпускаются первые документальные фильмы «Наше строительство» и «Демократические выборы», которые прямо демонстрируют приверженность кинематографистов нового государства традициям социалистического реализма. В начале следующего года основана государственная киностудия (этот статус был закреплён в 1948 году после того, как было юридически оформлено Разделение Кореи), «задачей которой было начать создание новых образов национального кино после десятилетней гегемонии японской культуры». Это проявилось, в том числе, в первом полнометражном звуковом художественном фильме «Моя родина» (1949 год), рассказывающей об антияпонской борьбе патриотов под руководством Ким Ир Сена в Маньчжурии.
Начавшаяся Корейская война снизила темпы развития национального кино. Однако, фильмы на военно-патриотическую тематику продолжали выпускать. Один из них — «Юные партизаны», — VI Кинофестиваль в Карловых Варах в 1951 году отметил специальной Премией борьбы за свободу. По воспоминаниям советского актёра Николая Черкасова в подобной номинации победил и фильм следующего года «Снова на фронт», уже на VII фестивале в Чехословакии.

## Послевоенный подъём (1955—1969 годы)
Разрушенная во время войны государственная киностудия восстановлена в 1956 году. В этот год выпущено семь полнометражных лент, в том числе первый цветной фильм «Сказание о крепости Садо». В следующем году подготовлен и выпущен в прокат первый советско-корейский проект — картина «Братья» (полное название в КНДР — «Не забывай Па Чжу Быль!» кор. 잊지말라 파주블!). В 1959 году вышла экранизация национального корейского эпоса «Сказание о девушке Чун Хян» (о любви юноши-аристократа и простолюдинки). Оператору фильма 0 Ун Тхаку Первый (возрождённый) Московский кинофестиваль присудил серебряную медаль. В этом же году национальные кадры начали готовить Пхеньянский институт театра и кино. В 1961 организован Союз корейских кинематографистов. Заслуженные артисты КНДР Кан Хон Сик, Юн Вон Джун, О Бён Чхо и другие.

## Чучхе-кинематограф (1970—1993 годы)
К началу 1970-х годов в Корее работало 5 киностудий (художественных, научно-популярных, детских и мультипликационных фильмов, киностудия имени 8 Февраля), ежегодно выпускалось не менее 50 полнометражных фильмов.
Исследователи северокорейского кино выделяют шесть главных тем этого периода: фильмы «опережающие реальность», исполняющие агитационные задачи; фильмы о «скромных героях», о ежедневном трудовом подвиге; фильмы, воспитывающие патриотический дух у молодёжи; фильмы «классового самосознания», поддерживающие веру в победу идей лидеров страны; документальное кино; музыкальные фильмы, с воодушевляющими песнями, доступными для массового исполнения.
В соответствии с провозглашённой ещё в 1955 году идеологией чучхе, подтверждённой конституцией 1972 года, все вопросы внутренней жизни должны решаться с позиций самостоятельности, с опорой на собственные силы. Кинематограф, как важнейший инструмент воздействия на сознание граждан страны, находится в полном подчинении руководителей КНДР. Ким Чен Ир в молодые годы лично руководил на месте всем северокорейским кинематографом, «проводя дни и ночи на съемочных площадках». В 1973 году он пишет объёмный труд «О киноискусстве», которым регламентирует все процессы кинопроизводства по главам: О скоростном бое в чучхе-кинематографе, О правильном народном образе, О сюжете, О социалистической морали в кино, О распространенных идейных ошибках в финалах кинофильмов, О звуковых эффектах, О реквизите и костюмерах, О чучхе-музыке в национальном кино и так далее. Таким образом, «благодаря товарищу Ким Чен Иру была создана передовая кинопромышленность, школа северокорейского игрового и документального кино, взятая за образец многими школами». Например, в разделе «О ложности „фокусов“ в кинофильмах» он утверждает: «Киноактёр не вправе рассчитывать на случай, делая ставку на „фокусы“ комбинированной съемки и редактирование при монтаже. Надо в совершенстве овладеть, например, вождением машины, верховой ездой, чтобы правдиво и полноценно сыграть соответствующую роль, если даже придется прибегать к разного рода подделкам», или в разделе «О декорациях» предписывается: «квартиры трудящихся не могут быть обставлены одинаково, как и дома капиталистов или помещиков. Кроме того, нельзя квартиры всех людей труда изображать одинаковыми, без поправки на время действия и социальный строй».
В условиях полного регулирования творческого процесса количество и качество фильмов начинает снижаться. Официальные источники КНДР оценивают объём выпускаемых фильмов на уровне 60-70 в год, что соответствует оценкам британской корпорации Би-би-си. Другие источники сообщают об 1-2 фильмах, специально готовящихся для международных фестивалей, и 15-20 выпускаемых ежегодно для внутреннего рынка картинах. Примитивность технической базы не позволила бы выпускать бо́льшее количество. Журналист Андрей Ланьков комментирует идеологическое наполнение северокорейских картин: «Жизнь тюрем и лагерей — одна из самых закрытых страниц в любом тоталитарном государстве. Особенно это относится к такому сверхтоталитарному государству, каким является современная Северная Корея. За время своего
пребывания в этой стране я обратил внимание на то, что корейская пропаганда и официальное искусство (а другого искусства там просто не существует) почти никогда не говорят ни о суде, ни о тюрьмах. Фильмы про шпионов и „фракционеров“ кончаются тем, что разоблачённых злодеев куда-то увозят.
Сцена суда, столь популярная в советском киноискусстве сталинских времен, — редкость, о тюрьмах же и вовсе не говорится ничего».
В этот период созданы киноленты «Четырнадцатая зима», «Простой человек», «Новая семья», «Мой сын», «Цветущий край», «Мы встретились на горе Мёхян», «Два рыбака-капитана», «Оттепель». Известностью пользуются кинорежиссёры Ким Сан Рен, Ким Ен Хо, Чо Ген Сун и другие, народные артисты КНДР Ю Вон Чжун, Ким Сон Ен, Ю Ген Э, заслуженный артист КНДР Квак Мен Со и другие. В 1985 году кинематографисты СССР и КНДР выпускают фильм совместного производства «Секунда на подвиг» о подвиге лейтенанта Советской Армии Якова Новиченко, спасшего на пхеньянском митинге 1 марта 1946 г. Ким Ир Сена от брошенной в него гранаты. Другой совместной постановкой является фильм «Утомленное солнце» / С весны до лета / 봄에서 여름으로 (1988) о войне 1945 года. Чрезвычайно популярны вышедшие в прокат СССР фильмы с традиционными восточными единоборствами «Хон Гиль Дон» (1986 год, о герое национального средневекового эпоса), «Приказ № 027» (1986 год, о Корейской войне 1950—1953 годов).

### Похищение режиссёра Син Сан Ока
Многое о методах работы в политизированном кинематографе КНДР говорит похищение режиссёра Син Сан Ока. Ким Чен Ир стремился создать киноиндустрию, которая позволила бы ему поколебать негативное отношение мировой аудитории к Трудовой партии КНДР. Для воплощения этих планов был выбран южнокорейский режиссёр Син Сан Ок, которому отводилась роль талантливого пропагандиста. В 1978 году он был похищен в Гонконге. Факт самостоятельного перехода в КНДР маловероятен, так как Пхеньян позже признавал факты захвата, например, граждан Японии в качестве культурных советников. По информации газеты «The Guardian» Син Сан Ок сразу после доставки в Пхеньян был помещён на 4 года в тюрьму, «где он жил на диете из травы, соли, риса и партийно-идеологической обработки». В 1983 году он был освобождён и доставлен на приём к Ким Чен Иру. Партийный лидер объяснил причину похищения: «имеющиеся кинематографисты КНДР делают поверхностные работы. У них нет никаких новых идей». По данным газеты режиссёр согласился работать и снял семь фильмов, среди которых самый известный — «Пульгасари» (불가사리, Pulgasari) о мифологическом чудовище, ставшим на сторону батраков, своеобразный «коммунистический вариант Годзиллы». Этот фильм был принят Ким Чен Иром как творческая победа. Семье режиссёра был разрешён выезд в Вену для переговоров о прокате фильма в Европе. В австрийской столице ему удалось укрыться в посольстве США и получить политическое убежище.

## Современный кинематограф (после 1994 года)
В 1994 году скончался руководитель страны Ким Ир Сен. Государство возглавил его сын Ким Чен Ир. Нельзя говорить о системных переменах в кинематографе, но подход и структура этой индустрии подверглись пересмотру. По А. Астафьеву можно выделить четыре основных фактора изменений:
1. Появление сериалов. В 1992 году состоялась премьера первых двух серий художественного фильма «Нация и судьба». Съёмки продолжаются, количество серий превысило пятьдесят.
2. Создание фильмов, обосновывающих систему наследственности власти от Ким Ир Сена к Ким Чен Иру.
3. В кино начинает проявляться жанровое разнообразие. Основной темой остаётся восхваление вождей, но наряду с этим с выхода в 1987 году картины «Цветок колокольчика» одним из самых востребованных сюжетов становится «любовь к родной земле». Поднимаются вопросы социализации нового поколения, любовь и брак, конфликт поколений.
4. Активизация международного сотрудничества и появление собственных кинофестивалей: национального и международного. На заказ производятся мультипликационные фильмы для Франции и Италии. В 1990-е годы студия детских фильмов имени 26 апреля принимала участие в создании мультфильмов «Король Лев», «Синдбад: Легенда семи морей», «Геркулес», «Покахонтас» и других[13]. При этом ВВС утверждает, что выход на мировой кинорынок — это попытка заработать валюту для задыхающейся экономики КНДР[8].

## Международное сотрудничество
В 2000 году на встрече глав двух корейских государств была достигнута договоренность о культурном обмене. В Южной Корее был официально показан северокорейский фильм «Пульгасари», созданный на основе древней народной легенды. Пхеньян ответил Сеулу через 3 года. В 2003 году в столице КНДР впервые показали южнокорейский фильм — драму «Ариран», — очередную экранизацию истории корейского народа в годы японского колониального правления. Тема вполне идеологически корректна, поэтому северяне приняли делегацию с Юга с должным гостеприимством. Тема единения одного народа дала толчок съёмкам в Республике Корея не только политических боевиков из общей истории, но и романтических комедий, например, «Девушка с Севера, парень с Юга».
У двух стран не только общие классические сюжеты «Ариран», «Чхунхян» или вариации на тему боевых искусств. Кинематографисты КНДР учились в СССР раньше, Южной — учатся в России сейчас. Есть и другие общие позиции. Северокорейские политики всегда поддерживали противление южнокорейских коллег увеличению рынка иностранных фильмов, так как «это ведёт к дальнейшему подавлению корейской культуры, лишению корейской нации её национальной самобытности, на смену которым приходят американизация, японизация, вестернизация».

## Избранная фильмография КНДР
Фильмы, упоминающиеся в русскоязычных источниках (год выхода, русское название, оригинальное название, режиссёры).

| Год  |   | Русское название                          | Оригинальное название       | Роль                                       |
| ---- | - | ----------------------------------------- | --------------------------- | ------------------------------------------ |
| 1949 | ф | Моя Родина                                | 내 고향                     | Кан Хон Сик                                |
| 1950 | ф | Доменная печь                             | 용광로                      | Мин Чон Сик                                |
| 1950 | ф | Пограничники (Люди, стерегущие границу)   | 초소를 지키는 사람들        | Чу Ин Гю                                   |
| 1951 | ф | Снова на фронт                            | 또다시 전선으로             | Чен Сан Ин                                 |
| 1951 | ф | Справедливая война (док.)                 | 정의의 전쟁                 | Чен Сан Ин                                 |
| 1951 | ф | Юные партизаны                            | 소년빨찌산                  | Юн Ён Гю                                   |
| 1952 | ф | Защитники родной земли                    | 향토를 지키는 사람들        | Юн Ён Гю                                   |
| 1953 | ф | Разведчик                                 | 정찰병                      | Чон Дон Мин                                |
| 1953 | ф | Стрелки-охотники за вражескими самолётами | 비행기사냥군조              | Кан Хон Сик                                |
| 1954 | ф | Девушка-партизанка                        | 빨치산 처녀                 | Юн Ён Гю                                   |
| 1955 | ф | Молодожёны                                | 신혼 부부                   | Юн Ён Гю                                   |
| 1955 | ф | Прекрасные песни                          | 아름다운 노래               | Чон Дон Мин                                |
| 1956 | ф | Больше так жить нельзя                    | 다시는 그렇게 살수 없다     | Чен Сан Ин                                 |
| 1956 | ф | Волки                                     | 승냥이                      | Ли Сек Тин                                 |
| 1956 | ф | Дорога к счастью                          | 행복의 길                   | Чон Дон Мин                                |
| 1956 | ф | По велению сердца                         | 백두산은 어디서나 보인다    | Ким Нак Себ                                |
| 1956 | ф | Сказание о крепости Садо                  | 사도 성익 이야기            | Ген Дюн Че                                 |
| 1956 | ф | Сын отечества                             | 조국의 아들                 | Мин Чон Сик                                |
| 1957 | ф | Борьба ещё не окончена                    | 끝나지 않은 전투            | Мин Чон Сик                                |
| 1957 | ф | Братья                                    | 잊지말라 파주블!            | И. Лукинский, Чен Сан Ин                   |
| 1957 | ф | Высота безымянная                         | 오란청                      | Юн Рён Гю                                  |
| 1957 | ф | Сказание о девушке Сим Чен                | 심청전                      | Ким Ён Хи                                  |
| 1957 | ф | Разве можно жить в разлуке                | 어떻게 떨어져 살수 있으랴 ? | О Бен Чо                                   |
| 1958 | ф | Её жизненный путь                         | 그가 가는 길                | Чен Сан Ин                                 |
| 1958 | ф | Моя сноха, мой зять                       | 우리 사위 , 우리 며느리     | Юн Дя Ён, Чхве Нам Сон                     |
| 1958 | ф | Путь один                                 | 그의 소원                   | О Бен Чо                                   |
| 1958 | ф | Ровно в 9                                 | 정각 9시                    | Чхве Нам Сон                               |
| 1958 | ф | Юный капитан                              | 교마 선장                   | Ли Ги Сен                                  |
| 1958 | ф | Сказание о девушке Чун Хян                | 춘향전                      | Юн Рен Гю                                  |
| 1959 | ф | Девушка с горы Кымган                     | 金刚山姑娘                  | ?                                          |
| 195? | ф | Под светлым солнцем                       | ?                           | ?                                          |
| 1960 | ф | Красная сигнальная ракета                 | 붉은 신호탄                 | Кан Хон Сик                                |
| 1965 | ф | Невидимый фронт                           | 보이지 않는 전선            | Мин Ден Сик                                |
| 1966 | ф | На железной дороге                        | 철길우에서                  | Ким Сон Гё                                 |
| 1969 | ф | Море крови                                | 피바다                      | Цой Ик Ки                                  |
| 1972 | ф | Цветочница                                | 꽃파는 처녀                 | Пак Хак, Цой Ик Ки                         |
| 1974 | ф | Судьба Кым Хи и Ын Хи                     | 금희와 은희의 운명          | Пак Хак, Ом Гиль Сон                       |
| 1978 | ф | Центральный нападающий                    | 중앙공격수                  | Пак Чон Сон, Ким Кил Ин                    |
| 1978 | ф | День в парке культуры и отдыха            | 유원지의 하루               | Ким Док Гю                                 |
| 1980 | ф | Сказание о Чхун Хян                       | 춘향전                      | Ю Вон Чжун, Юн Рён Гю                      |
| 1985 | ф | Пульгасари                                | 불가사리                    | Син Сан Ок, Чон Кин Чо                     |
| 1986 | ф | Хон Гиль Дон                              | 홍길동                      | Ким Гиль Ин                                |
| 1986 | ф | Приказ №027                               | 명령-027호                  | Чон Ги Мо, Ким Ын Сок                      |
| 1986 | ф | Секунда на подвиг                         | 영원한 전우                 | Эльдор Уразбаев, Ом Гил Сен                |
| 1987 | ф | Цветок колокольчика                       | 도라지꽃                    | Чо Кён Сун                                 |
| 1988 | ф | Утомлённое солнце                         | 봄에서 여름으로             | Никита Орлов, Сан Бок Пак                  |
| 1989 | ф | Следы жизни                               | 생의 흔적                   | Чо Кён Сун                                 |
| 1990 | ф | Берег спасения                            | 구원의 기슭                 | Арья Дашиев, Рю Хо Сон                     |
| 1993 | ф | Городская девушка выходит замуж           | 도시처녀 시집와요           | Чон Юн                                     |
| 1994 | ф | Часть без номера                          | 소속없는 부대               | Кан Чун Мо                                 |
| 2000 | ф | Бегом до самых небес                      | 달려서 하늘까지             | Ли Чжу Хо                                  |
| 2000 | ф | Живые призраки                            | 살아있는 령혼들             | Ким Чхун Сон                               |
| 2001 | ф | На зелёном ковре                          | 푸른 주단우에서             | Лим Чжан Пом и Джон Кван Иль               |
| 2002 | ф | Кровавая табличка                         | 피묻은 략패                 | Пхё Гван                                   |
| 2006 | ф | Дневник школьницы                         | 한 녀학생의 일기            | Чан Ин Хак                                 |
| 2006 | ф | Пхеньянский боец                          | 평양 날파람                 | Пхё Гван и Мен Чоль Мин                    |
| 2008 | ф | Заколдованная гора                        | 금강산 팔선녀 전체          | ?                                          |
| 2009 | ф | Дневник военнослужащей                    | 녀병사의 수기               | Чан Кил Хён                                |
| 2010 | ф | Песня о Восточном море                    | 동해의 노래                 | Чан Ён Бок                                 |
| 2010 | ф | Колёса счастья                            | 행복의 수레바퀴             | Чжон Кон Чо                                |
| 2012 | ф | Встреча в Пхеньяне                        | 평양에서의 약속             | Ким Хён Чхоль                              |
| 2012 | ф | Товарищ Ким отправляется в полёт          | 김동무는 하늘을 난다        | Ким Гван Хун, Николас Боннер, Аня Делеманс |
| ?    | ф | Зов ко всему миру                         | ?                           | ?                                          |
| ?    | ф | История отряда самообороны                | ?                           | ?                                          |
| ?    | ф | Правда о войне                            | ?                           | ?                                          |